# Đảo Linh Côn

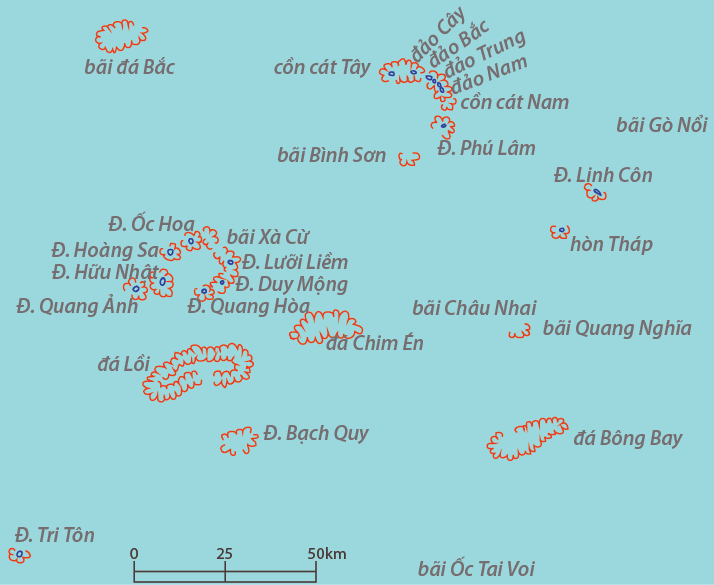
Bản đồ quần đảo Hoàng Sa.

Đảo Linh Côn (tiếng Anh: Lincoln Island; tiếng Trung: 东岛; bính âm: Dōng dǎo, Hán-Việt: Đông đảo) là một đảo san hô thuộc nhóm đảo An Vĩnh của quần đảo Hoàng Sa. Đảo này nằm cách đảo Phú Lâm ở khu trung tâm nhóm An Vĩnh hơn 23,8 hải lý (44,1 km) về phía đông nam. Theo số liệu so sánh của Trung Quốc thì đây là đảo có diện tích đứng thứ hai ở Hoàng Sa, chỉ sau đảo Phú Lâm.
Đảo Linh Côn là đối tượng tranh chấp giữa Việt Nam, Đài Loan và Trung Quốc. Hiện nay, Trung Quốc đang kiểm soát đảo này. Nước này đã cho xây dựng một ngọn đèn biển tại đây.

## Tên gọi

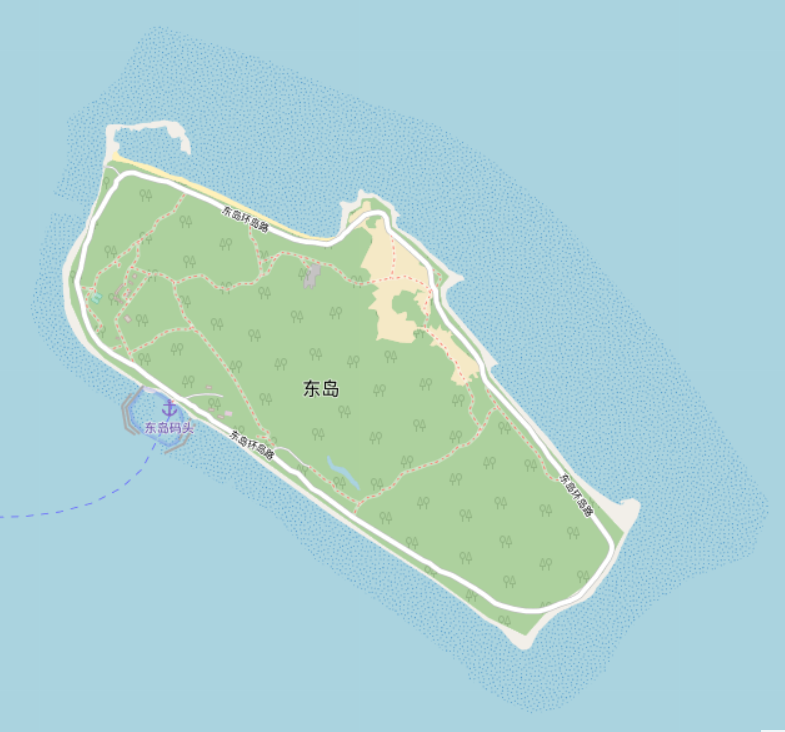
Bản đồ đảo Linh Côn

Năm 1775, theo D"Apres de Mannevillette thì tên đảo Linh Côn được đặt theo tên chiếc thuyền "Le Comte de Lincoln", mà đoàn thủy thủ của nó đã phát hiện được một số đảo thuộc nhóm An Vĩnh vào năm 1764.

## Đặc điểm
Đảo có dạng hơi giống hình chữ nhật, lồi ra ở khoảng giữa của mặt đông bắc và được bao quanh bởi một bãi cát hẹp. Hình dạng đảo Linh Côn cùng dải bãi cát ngầm, như con một con tàu thủy đang rẽ sóng để lại phía sau vệt sóng dài là dải bãi ngầm chạy về nam. Đảo dài 2,35 km, rộng khoảng 0,745 km và cao khoảng 4,5 m. Diện tích của Linh Côn vào khoảng 1,62 km².
Trên đảo có nước ngọt. Vành san hô bao quanh đảo kéo dài về phía nam như một con lươn có đầu ở Linh Côn với thân dài tới gần 15 hải lý. Đảo có nhiều cây xanh tươi tốt. Một số động vật ngoại lai như dê, bò được ngư dân Việt Nam đưa đến đảo.